# Rafael Díaz Justo
Rafael Díaz Justo (Gerindote, Castella - la Manxa, 8 de novembre de 1972) va ser un ciclista espanyol que competí professionalment entre 1994 i 2004. Del seu palmarès destaquen les victòries d'etapa al Tour de l'Avenir i a la Volta a Galícia.

## Palmarès
- 1996
  - Vencedor d'una etapa al Tour de l'Avenir
- 1998
  - Vencedor d'una etapa a la Volta a Galícia

### Resultats al Tour de França
- 1998. Abandona (17a etapa)
- 1999. 58è de la classificació general

### Resultats a la Volta a Espanya
- 1999. 57è de la classificació general
- 2000. 33è de la classificació general
- 2001. 54è de la classificació general
- 2002. 62è de la classificació general